# Върхе (община Целе)
Вижте пояснителната страница за други значения на Върхе.
Върхе (на словенски: Vrhe) е село в Словения, Савински регион, община Целе. Според Националната статистическа служба на Република Словения през 2015 г. селото има 235 жители.